# Kofuku-ji
Kōfuku-ji (興福寺, Kōfuku-ji) é um templo budista  na cidade de Nara, Japão. O templo é a sede nacional da escola Hossō é um dos oito Monumentos Históricos da Antiga Nara inscritos na lista de patrimônios mundiais da UNESCO.

## História
Kōfuku-ji tem sua origem como um templo que foi fundada em 669 pela Princesa Kagami (镜大君, Kagami no Okimi), a esposa de Fujiwara no Kamatari, como forma de agradecer pela recuperação de uma doença do marido. Seu local original era Yamashina, na Província de Yamashiro (atual Kyoto ). Em 672, o templo foi transferido para Fujiwara-kyō , a primeira capital japonesa planejada para copiar o padrão de grade ortogonal de Chang'an . Em 710, o templo foi desmontado pela segunda vez e mudou para a atual localização, na zona leste da capital recém-construído, Heijō-kyō ou Nanto, a Nara de hoje.
Kōfuku-ji foi o templo tutelar dos Fujiwara que gozavam de muita prosperidade, desde que foi construído. O templo não era apenas um importante centro para a religião budista, mas também manteve influência sobre o governo imperial, e até mesmo por "meios agressivos" em alguns casos , quando muitos dos Sete Grandes Templos de Nanto (南都七大寺, Nanto Shichi Daiji) como o Tōdai-ji perderam sua importância após a mudança da capital para Heian-kyō (Kyoto), Kōfuku-ji manteve a sua importância por causa de sua conexão com os Fujiwara. O templo foi danificado e destruído por guerras civis e por incêndios muitas vezes, e foi reconstruído tantas vezes também, embora, finalmente, alguns dos edifícios importantes, como dois dos três Kondō (Entradas Douradas), o Nandaimon (Grande Portão do Sul), o Chūmon (Portão Intermediário) e o Kairō {Corredor) nunca foram reconstruídos até hoje.

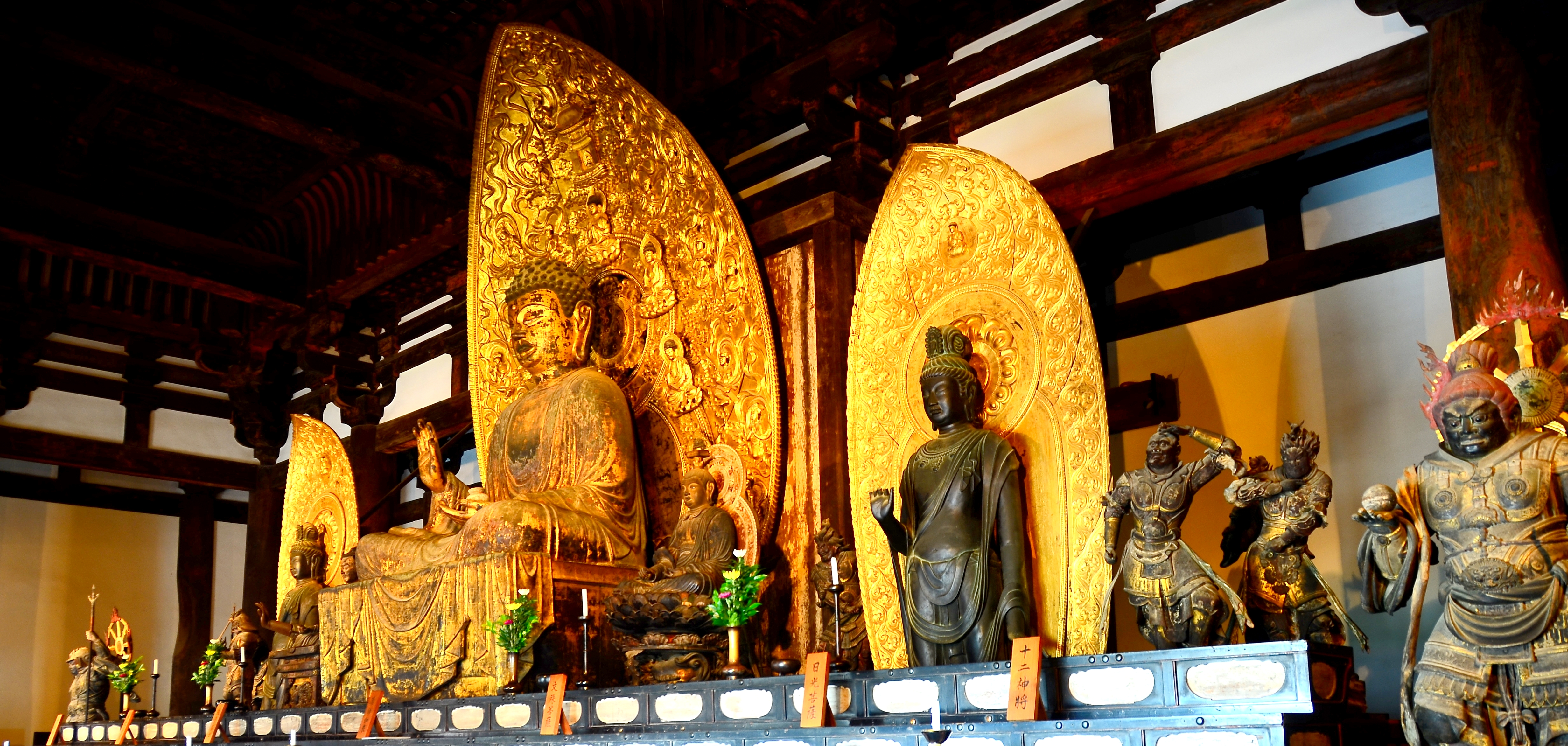
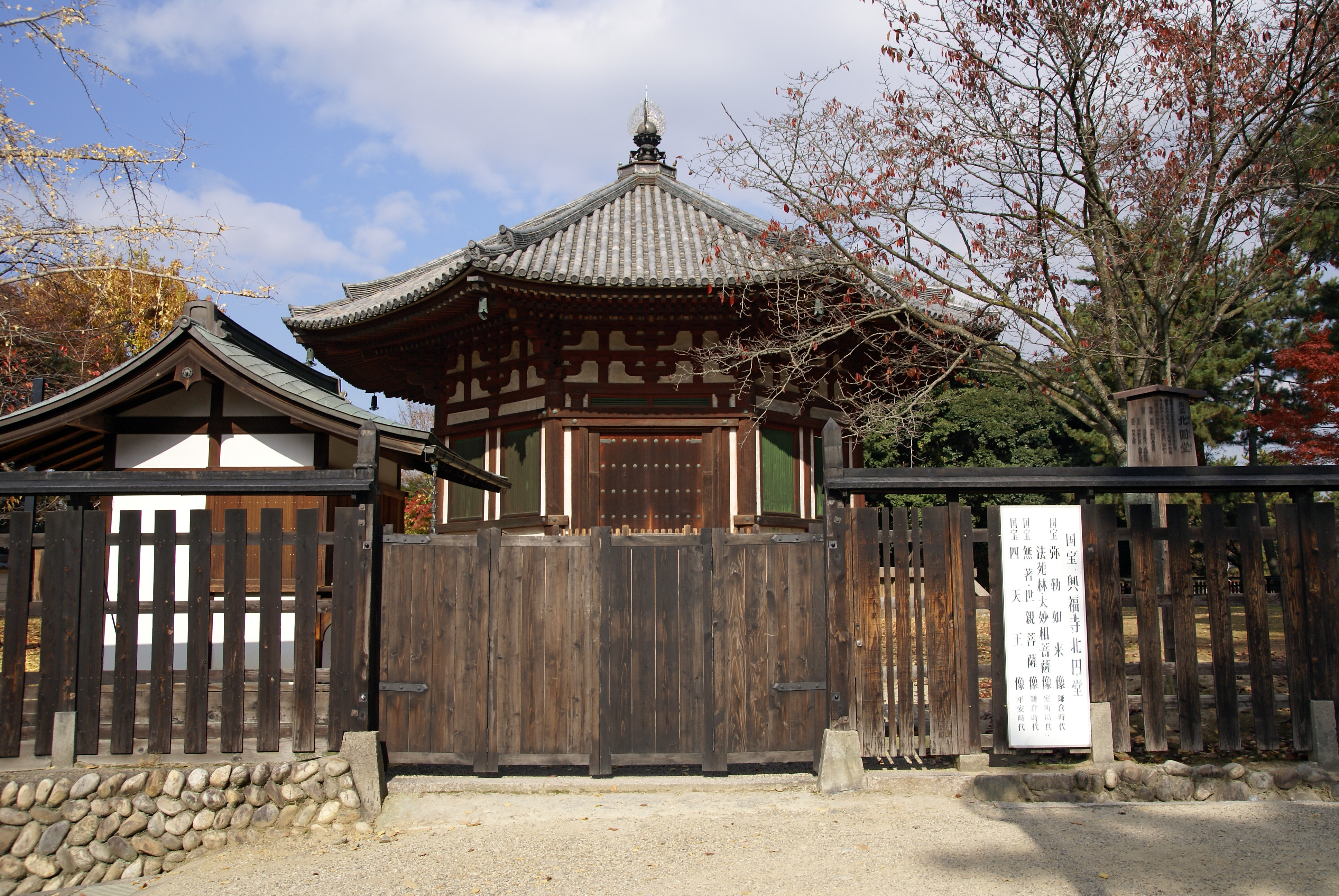
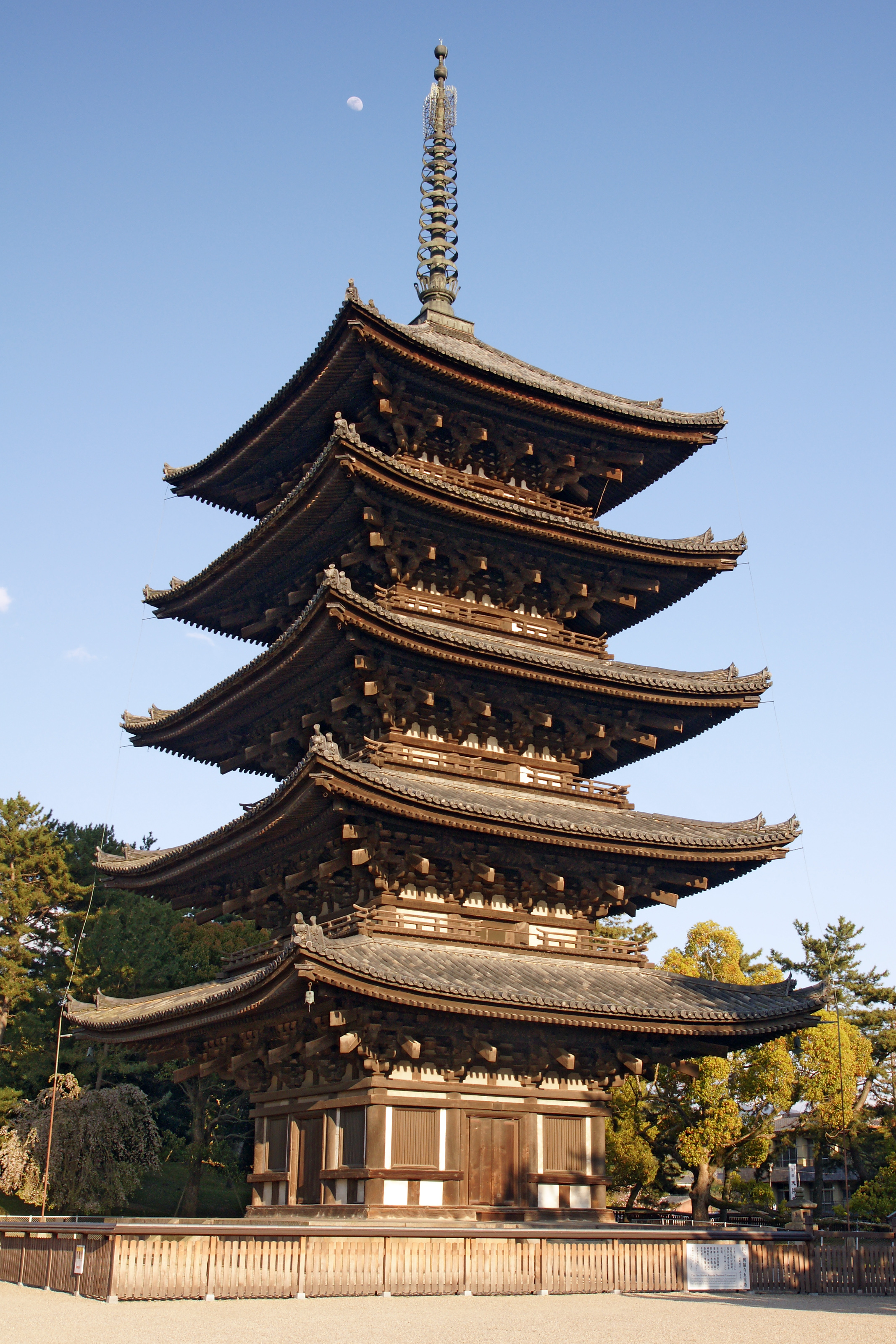
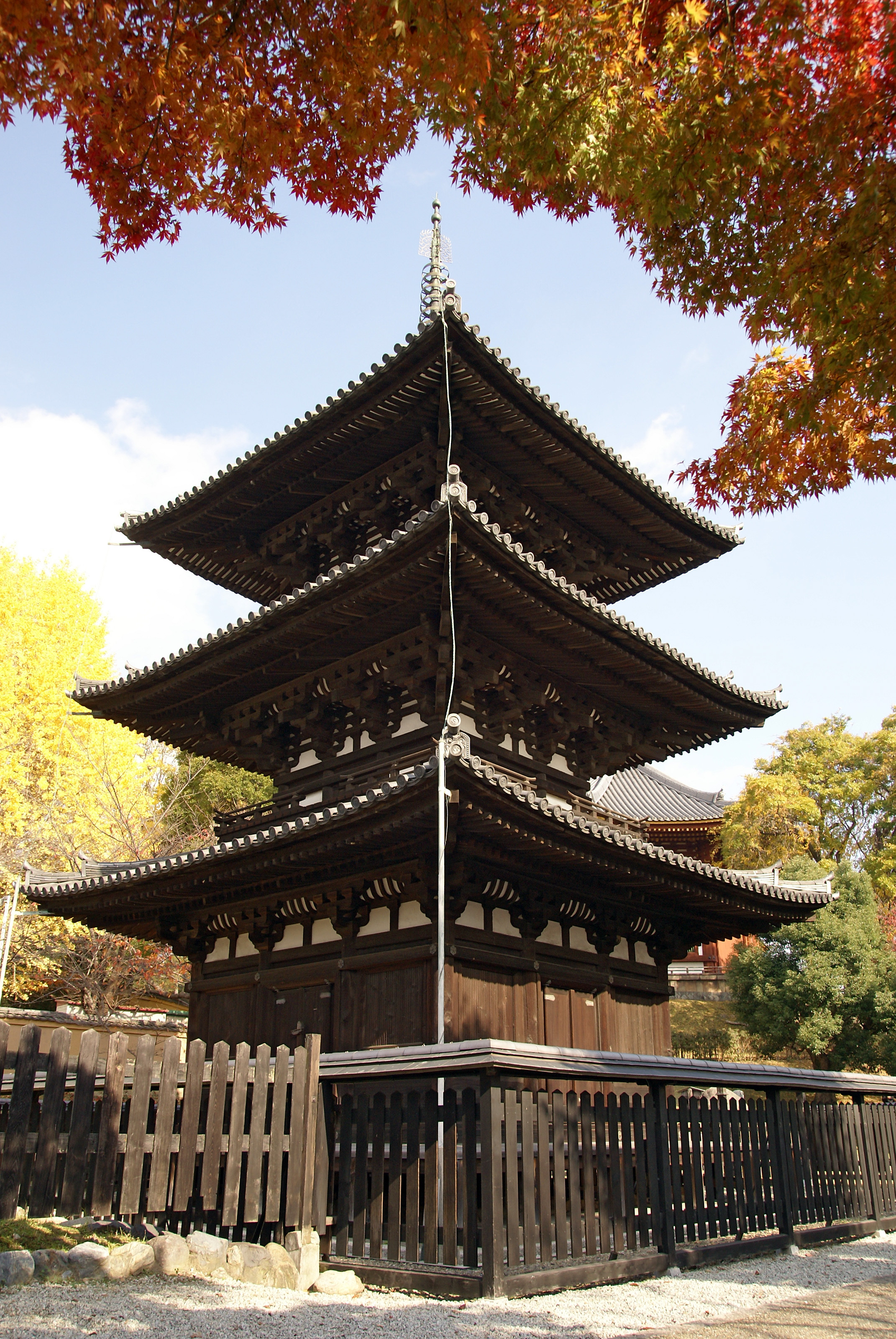
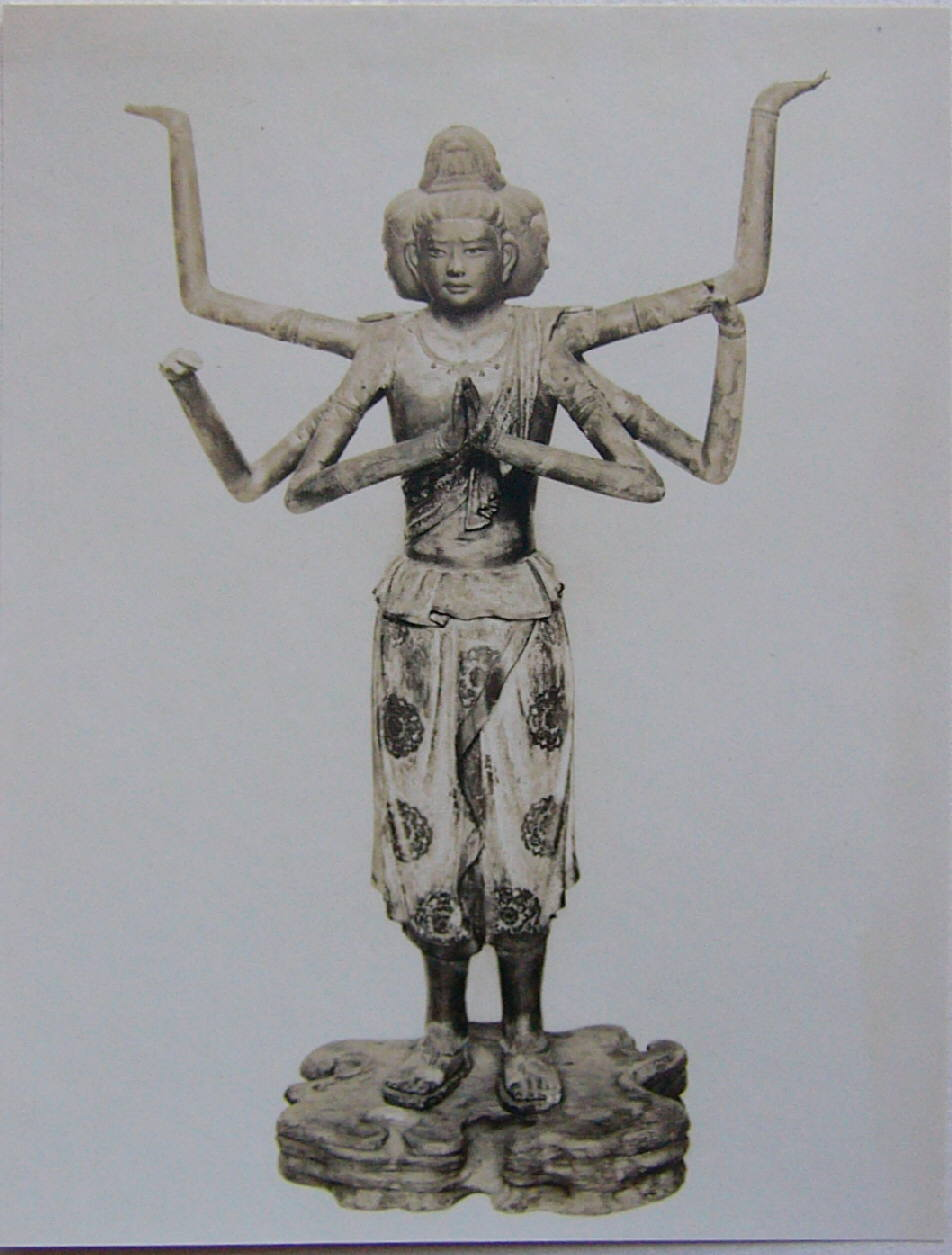
Asura (budismo)
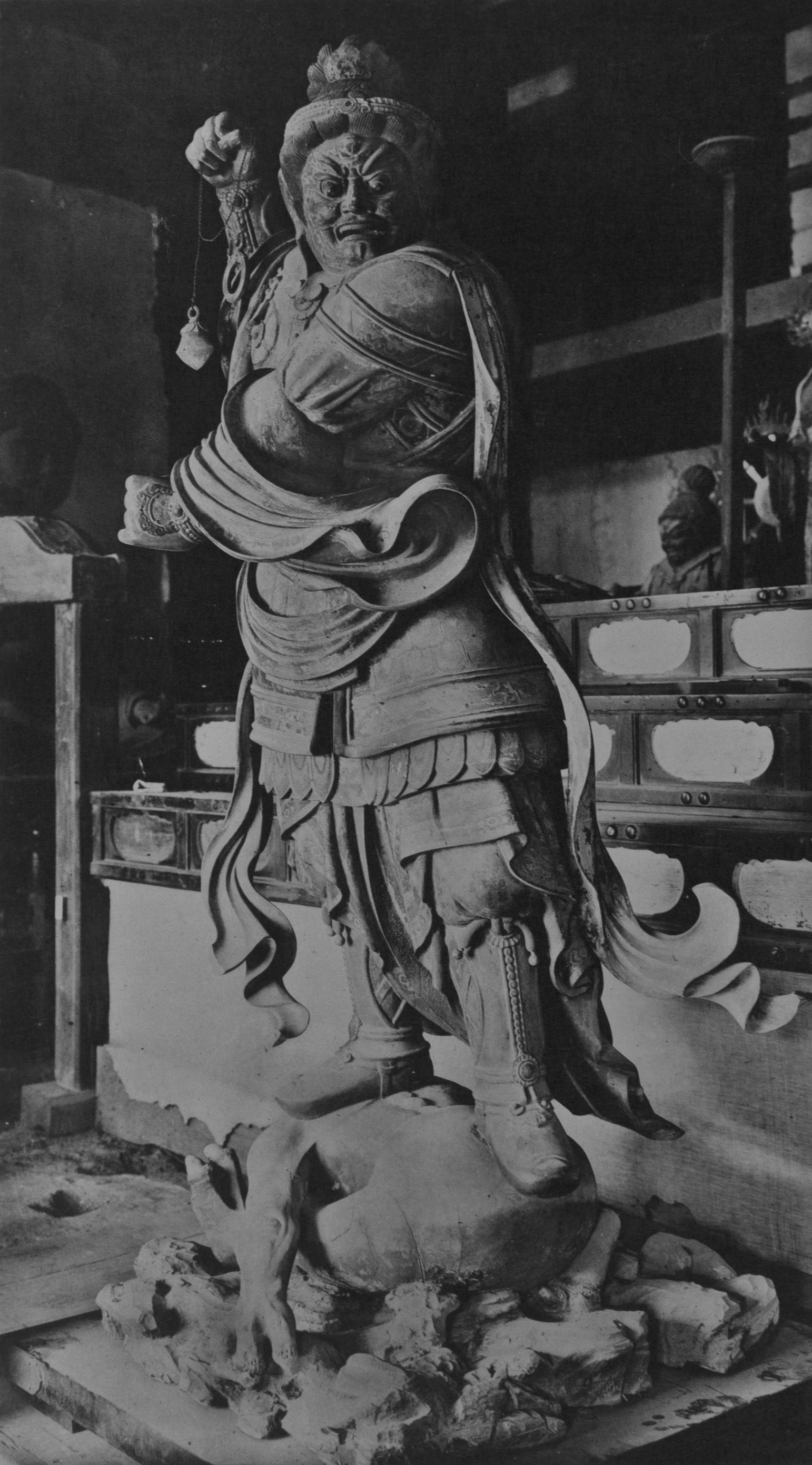
Virūpākṣa